# Larinia dasia
Espèce
Synonymes
- Drexelia dasia Roberts, 1983

Statut de conservation UICN

 EN B1ab(iii)+2ab(iii) : En danger
Larinia dasia est une espèce d'araignées aranéomorphes de la famille des Araneidae.

## Distribution
Cette espèce se rencontre aux Seychelles à Aldabra et à Madagascar.

## Description
La femelle holotype mesure 4,75 mm.

## Systématique et taxinomie
Cette espèce a été décrite sous le protonyme Drexelia dasia par Roberts en 1983. Elle est placée dans le genre Larinia par Harrod, Levi et Leibensperger en 1991.

## Publication originale
- Roberts, 1983 : « Spiders of the families Theridiidae, Tetragnathidae and Araneidae (Arachnida: Araneae) from Aldabra atoll. » Zoological Journal of the Linnean Society, vol. 77, no 3, p. 217-291.